# Feliniopsis somaliensis
Feliniopsis somaliensis là một loài bướm đêm trong họ Noctuidae.